# Резолюция Совета Безопасности ООН 1014
Резолюция Совета Безопасности Организации Объединённых Наций 1014 (код — S/RES/1014), принятая 15 сентября 1995 года, сославшись на все резолюции по ситуации в Либерии, в частности 1001 (1995), совет обсудил различные аспекты гражданской войны и продлил мандат Миссии ООН по наблюдению в Либерии (МООНЛ) до 31 января 1996 года.
Совет Безопасности ООН приветствовал подписанное 19 августа 1995 года Абуджийское соглашение, которое дополнило предыдущие соглашения Котону и Акосомбо и заложило основу для дальнейших действий совета. Также был сформирован новый Государственный совет, введено прекращение огня, начато выведение войск и составлен график реализации различных аспектов соглашения. Было отмечено, что после подписания Абуджийского соглашения потребуются дополнительные войска Группы контроля Экономического сообщества западноафриканских государств (ЭКОМОГ), а также дополнительное оборудование и материально-техническая поддержка для обеспечения её развертывания на всей территории страны.
Мандат МООНЛ был продлен до 31 января 1996 года, и намерение Генерального секретаря ООН Бутроса Бутроса-Гали направить дополнительно 42 военных наблюдателя было встречено с одобрением, подчеркнув, что любое дальнейшее увеличение будет зависеть от прогресса на местах. В то же время было одобрено намерение Бутроса-Гали представить рекомендации по улучшению сотрудничества между МООНЛ и ЭКОМОГ и выполнению её мандата. Государствам-членам было предложено выделить дополнительные средства на мирный процесс и оказать дополнительную поддержку ЭКОМОГ.
Затем Генерального секретаря попросили совместно с председателем Экономического сообщества западноафриканских государств созвать конференцию, на которой будут собраны ресурсы, необходимые ЭКОМОГ и всему мирному процессу в Либерии. Все группы в стране были призваны уважать статус МООНЛ, ЭКОМОГ и агентств гуманитарной помощи, а все страны были призваны соблюдать эмбарго на поставки оружия в Либерию, введенное резолюцией 788 (1992), и сообщать о его нарушениях в комитет, созданный резолюцией 985 (1995). Кроме того, либерийские стороны призвали соблюдать международное гуманитарное право, а Организацию африканского единства — продолжать свои усилия в стране.